# Helmut Scholz
Helmut Scholz (Oost-Berlijn, 21 juni 1954) is een Duits politicus van de PDS en Die Linke.
Scholz is de zoon van de voormalig DDR-minister van land- en bosbouw, Paul Scholz. Hij sloot zijn middelbareschooltijd in 1972 in Königs Wusterhausen af en studeerde vanaf 1974 in Moskou internationale betrekkingen. Terug in de DDR werkte Scholz bij het ministerie van buitenlandse zaken en van 1983 tot 1986 ook in de DDR-ambassade in de Volksrepubliek China. Scholz was lid van de Sozialistische Einheitspartei Deutschlands (SED), de communistische partij van de DDR. Na de Duitse hereniging werkte hij voor de opvolger van de SED, de Partei des Demokratischen Sozialismus (PDS) op het gebied van buitenlandse betrekkingen. Van 1991 tot 1992 was Scholz lid van het partijbestuur van de PDS en van 2006 tot 2007 van het partijbestuur van de Linkspartei.PDS. Sinds mei 2008 is hij lid van het partijbestuur van Die Linke, waarin de PDS is opgegaan. Ook is hij lid van het partijbestuur van Europees Links. Sinds 2009 is hij lid van het Europees Parlement.